# أكاديمية فليبس
أكاديمية فليبس (معروف أيضا باسم «أندوفر» أو «فليبس أندوفر») مدرسة ثانوية مستقلة بتعليم مشتركة تقع في مدينة أندوفر بالقرب من مدينة بوسطن في ولاية ماساتشوسيتس في الولايات المتحدة.
أسس صاميويل فليبس أكاديمية فليبس في عام 1778 م خلال الثورة الأمريكية. وقع جون هانكوك مقالات نظام الأكاديمية، ووفد جورج واشنطن عليها عندما كان الرئيس.
رسم بول ريفير شعار الأكاديمية الكبير، ويتكون من رموز نحلات وخلية نحل والشمس. شعار الأكاديمية «تتوقف النهاية على البداية». وشعارها الثاني «لا لنفسه».
يذكر من مهام الأكاديمية في دستورها تعهدا أن تزيد «شباب من كل حي» بمناسب التعليم، واتسعت هذه المهمة مع الوقت. أصبحت مشتركة بين الشبان والبنات عندما اندمجت الأكاديمية في إخوة الأكاديميتها «أكاديمية آبوت» في عام 1973. اليوم هناك تلاميذ فيها من كل ولاية أمريكية و30 بلدا.
تعتبر الأكاديمية أن من المهم أن تؤسس مجتمعا يشجع تلاميذها المختلفين على أن يفهموا ويحترموا أنفسهم. يعهد دستور أكاديمية أليها بإعداد «شبابها من كل حي» أن يفهموا أن «الفضيلة بدون العلم ضعيفة، لكن العلم بدون الفضيلة خطير.»
من التلاميذ المشهورين الذين تخرجوا من الأكاديمية الجراح الأمريكي الرائد ويليام ستيوارت هالستد ورئيس الولايات المتحدة جورج ه.و. بوش، أبوه والرئيس السابق جورج و. بوش، مدير العراق المؤقت بول بريمر، وممثلان همفري بوغارت وجاك ليمون.